# Бухман Ігор Анатолійович
Ігор Анатолійович Бухман (нар. 1982, Вологда, РСФСР) — британсько-ізраїльський підприємець російського походження, співзасновник компанії з розробки мобільних free-to-play ігор Playrix, яка входить в п'ятірку найбільших видавців мобільних ігор у світі.

## Життєпис
Ігор Бухман народився і виріс у Вологді. Мати — Світлана Бухман, працювала фахівцем кадрової служби на Вологодському підшипниковому заводі. Батько — Анатолій Бухман працював ветеринаром.
Ігор навчався в колишньому Вологодському педагогічному університеті (зараз — Вологодський державний університет) на факультеті прикладної математики. Шлях в ігровій індустрії розпочався 2000 року з продажу програм спільно з братом Дмитром. 2001 року випустили свою першу гру на PC в жанрі Xonix, яка принесла братам 60 доларів.
2004 року у Вологді спільно з братом заснував компанію Playrix, яка до 2009 року займалася розробкою казуальних ігор для PC. З 2011 року Playrix займається розробкою free-to-play ігор для смартфонів і планшетів.
2013 року відбувся реліз першої мобільної free-to-play гри Playrix — Township. Впортфоліо компанії 5 мобільних free-to-play ігор (Township, Fishdom, Gardenscapes, Homescapes, Wildscapes), а Playrix входить в топ-5 ігрових видавців за доходами на місяць за версією AppAnnie.
2019 року компанія Ігоря Playrix купила українську Zagrava Games.
Після початку повномасштабного вторгнення РФ до України 2022 року Бухман спочатку заявив, що не хоче покидати ринок РФ, і залишив працювати місцеві представництва та 1500 працівників. Він зазначив, що намагається мінімізувати спілкування співробітників з РФ та України, а у робочому месенджері видаляє нарікання українців проти війни. Однак у жовтні 2022 року Бухман оголосив про вихід Playrix з ринку Росії та Білорусі. У своїй заяві Бухман пояснив, що всі російські та білоруські офіси були закриті, а співробітники переведені в інші країни.

## Стан
За версією журналу Bloomberg Бухман є мільярдером, який володіє $ 1.4 млрд. На 2022 рік посідав № 6 у списку найбагатших ізраїльтян і 239 місце у світі зі статком $8,1 млрд.
2025 року був включений до списку «40 багатих людей до 40 років» за версією газети The Sunday Times.

## Благодійність
2023 року разом із дружиною Анастасією заснував «Фонд Бухмана». 2025 року фонд виділив 100 мільйонів фунтів стерлінгів на фінансування новаторських досліджень, які прискорять розробку нових методів лікування та ліки від діабету 1 типу. У тому ж році фонд пожертвував 1 мільйон доларів Національній портретній галереї.

## Особисте життя
Одружений, має чотирьох дітей. З 2016 року є громадянином Ізраїлю. З 2020 року живе в Лондоні, а у 2025 році отримав громадянство Великобританії.